# Aston Martin
Астон Мартин Лагонда Лимитед је британски произвођач луксузних спортских аутомобила, са седиштем у Гајдону, Ворикшир Енглеска. Име компаније је изведено од имена једног од оснивача компаније, Лионела Мартина, и од Астон Клинтон успона код Астон Клинтона у Бакингемширу. Компанија се такође бави дизајном и инжењерингом аутомобила који се произведе од стране Магна Стеир у Аустрији.
Од 1994. до 2007, Астон Мартин је био део Форд мотор компаније. Он постаје део компаније Премијерна аутомобилска група 2000. Дана 12. марта 2007. компанија је купљена за 479 милиона фунти од стране мешовитог предузећа, коју су предводили Дејвид Ричардс, Џон Сингерс, амерички инвестициони банкар; и две кувајтске инвестиционе компаније, Investment Dar и Adeem Investment. Форд је задржао удео од УСД $ 77 милиона (или 12,1%) у Астон Мартину, чија вредност је $ 925 милиона долара.